# Magnólia (filme)
Magnolia (bra/prt: Magnólia) é um filme estadunidense de 1999 do gênero drama, dirigido e roteirizado por Paul Thomas Anderson.

## Sinopse
A história se desenvolve em Los Angeles, nos arredores da rua Magnólia, acompanhando um dia na vida de nove personagens, que moram na mesma área e cujas histórias se cruzam por coincidências do destino. O filme aborda diversos temas polêmicos como vícios, suicídio, incesto e homossexualidade.

## Elenco
- Jason Robards .... Earl Partridge
- Julianne Moore .... Linda Partridge
- Tom Cruise .... Frank T.J. Mackey
- William H. Macy .... Quiz Kid Donnie Smith
- John C. Reilly .... Jim Kurring
- Philip Seymour Hoffman .... Phil Parma
- Philip Baker Hall .... Jimmy Gator
- Alfred Molina .... Solomon Solomon
- Melora Walters .... Claudia Wilson Gator
- Michael Bowen .... Rick Spector
- Ricky Jay .... Burt Ramsey / Narrador
- Melinda Dillon .... Rose Gator
- Luiz Guzman .... Luis

## Trilha sonora
1. Aimee Mann — "One" (2:53)
2. Aimee Mann — "Momentum" (3:27)
3. Aimee Mann — "Build That Wall" (4:25)
4. Aimee Mann — "Deathly" (5:28)
5. Aimee Mann — "Driving Sideways" (3:47)
6. Aimee Mann — "You Do" (3:41)
7. Aimee Mann — "Nothing is Good Enough" (4:10)
8. Aimee Mann — "Wise Up" (3:31)
9. Aimee Mann — "Save Me" (4:35)
10. Supertramp — "Goodbye Stranger" (5:50)
11. Supertramp — "The Logical Song" (4:07)
12. Gabrielle — "Dreams" (3:43)
13. Jon Brion — "Magnolia" (2:12)

## Prêmios e indicações
| Prêmio                                  | Categoria                   | Recipiente                  | Resultado                   |
| --------------------------------------- | --------------------------- | --------------------------- | --------------------------- |
| Oscar 2000                              | Melhor ator coadjuvante     | Tom Cruise                  | Indicado                    |
| Oscar 2000                              | Melhor canção original      | Aimee Mann ("Save Me")      | Indicado                    |
| Oscar 2000                              | Melhor roteiro original     | Paul Thomas Anderson        | Indicado                    |
| Globo de Ouro 2000                      | Melhor ator coadjuvante     | Tom Cruise                  | Venceu                      |
| Globo de Ouro 2000                      | Melhor canção original      | Aimee Mann ("Save Me")      | Indicado                    |
| Festival de Berlim 2000                 | Melhor filme (Urso de Ouro) | Melhor filme (Urso de Ouro) | Venceu[carece de fontes?]   |
| Grande Prêmio do Cinema Brasileiro 2001 | Melhor filme estrangeiro    | Melhor filme estrangeiro    | Indicado[carece de fontes?] |